# Ryde (England)
 For alternative betydninger, se Ryde. (Se også artikler, som begynder med Ryde)
Ryde er en by på øen Isle of Wight i England.
- Wikimedia Commons har flere filer relateret til Ryde (England)

1. ↑  Parish Profiles, Office for National Statistics, hentet 5. august 2024 (fra Wikidata).